# Goodwood (Leicester)
Goodwood ist ein Wohngebiet im Osten der Stadt Leicester in Leicestershire in Großbritannien und Teil des Stadtbezirks Evington. Das Gebiet wurde 1935 nach Leicester eingemeindet.
Durch Goodwood verläuft die Goodwood Road. Goodwood grenzt im Süden an den alten Ortskern von Evington, von dem es durch die Whitehall Road getrennt ist, im Westen an Crown Hills, während sich im Norden, auf der anderen Seite der Autobahn A47, Thurnby Lodge befindet.
Prägend ist das Leicester General Hospital, das 1905 eröffnet wurde, über rund 430 Betten verfügt und einer der größten Arbeitgeber in der Region ist.
An Bildungseinrichtungen befinden sich in Goodwood die Ash Field Academy, das City of Leicester College und die St. Paul’s Catholic School sowie die Whitehall Primary School und die Oaklands School.
An der Wakerley Road befinden sich die St. Paul’s Church sowie eine Kirche der Kirche Jesu Christi der Heiligen der Letzten Tage (Mormonen). Unweit des City of Leicester College steht die Church of God. An der Davenport Road befindet sich die Moschee Mu'adh ibn Jabal.
Die größte Grünanlage im Viertel ist Evington Park, der 1948 eingerichtet wurde und 0,18 km² umfasst. Dort befindet sich auch das 1838 erbaute Evington House, das heute Büros beherbergt.
Koordinaten: 52° 38′ N, 1° 5′ W